# Faápolás
A faápolás célja a fák vitalitásának idős korukig történő megőrzése, a sérülések időben történő kezelése, és a természetes növekedési formák elősegítése.

## Faápolás szakterület indokoltsága
A városokban és településekben található fák a környezetünket élővé varázsolják, és nagyban javítják közérzetünket. Azonban ez a mesterséges környezet kevés hasonlóságot mutat a fák természetes és optimális élőhelyével. Azok a védekező mechanizmusok, melyeket a fák millió évek alatt fejlesztettek ki, a modern városok és települések dzsungelében gyakran nem működnek. Az urbanizált környezetben található fák sokkal gyorsabban érzékennyé válnak a betegségekre. És amikor települési környezetben a fákról ágak esnek le, egész más következményekkel is járhatnak, mint a természetben.
Ezért a településeken található fák (utcákon, parkokban, kertekben) ápolást igényelnek, hiszen a mesterséges környezetük, és a gyakran nem megfelelő ültetési helyük ellenére is magas elvárásoknak kell eleget tenniük, mégpedig úgy, hogy számos alkalommal a fajspecifikus igényeik sincsenek figyelembe véve.
A fáknak tetszetős forma szerint és gyorsan kell növekedniük, egészségesnek és esztétikusnak kell lenniük, anélkül, hogy a környezetet túlságosan leárnyékolnák, vagy a látóteret és mozgásteret korlátoznák, és mindezeken felül a környezetet ágletöréssel sem veszélyeztethetik.

## Faápolás területei
Jelenleg három főbb faápolási témakört különböztetnek meg:
- Faápolás − általános intézkedések, koronaápolás és –metszés
- Fa revitalizálása − intézkedések a problémás fán, hogy megőrizhető legyen az emberek és a környezet számára
- Fasebészet − a késő 80-as évekig alkalmazott speciális intézkedések beteg és sérült fákon (seb, penészes hely és gyökérzet kezelése), melyek azonban a fáknak többet ártottak, mint használtak. (A szakszerű faápolók jelenleg a fán olyan kisebb beavatkozásokat hajtanak végre, mely által a fa minél jobban maga tudja helyreállítani a sérüléseit.)

## Faápolás főbb intézkedései
Normális esetben a faápolást többnyire települési környezetben (beárnyékolás, közlekedési biztonság javítása), természeti emléken, vagy haszonfán végzik.
- faültetés, valamint nagyobb példányok átültetése (helyszínnek megfelelő fajtaválasztás, faiskolai példány minőségének ellenőrzése, stb.)
- koronametszés
  - alakító metszés (nevelő metszés)- Fiatal fa metszése a hibás fejlődés megakadályozására.
  - koronaápolás - A fajra jellemző koronaforma megtartása érdekében végzett metszések végzése. A metszéseket főként kicsi ágátmérő tartományban végzik (D < 3 cm).
  - ritkító metszés – A koronaápoláson felül kiegészítő metszéseket foglal magában a 3 cm < D < 5 cm-es ágátmérő tartományban.
  - korona kurtítása- Metszések/vágások végzése az alábbi ágátmérő tartományokban: 5 cm < D < 10 cm, D > 10 cm.
  - elhalt ágak eltávolítása – A korona elhalt ágainak, gallyainak eltávolítása.
- gyökér területén végzendő munkálatok (pl. A károsodott gyökérzet kezelése, hogy a károsodott részek lehetőség szerint csekély szinten maradjanak.)
- sérülések utókezelése
- koronabiztosítás - A korona támogatása egy ág vagy koronarész kimerevítésével, hogy az ágletöréseket megakadályozzák.
- fa környezetének javítása, mint talajjavítás a talajszerkezet megváltoztatása, tápanyagok bevitele és a talajlevegő–viszonyok javítása által, valamint minden botanikai kísérő intézkedés (pl. talajvizsgálat)
- fadiagnózis

A definíciónak megfelelően csak akkor lehet faápolásról beszélni, ha szakszerű intézkedések végrehajtásáról van szó, melyek a fa életerejét, közlekedésbiztonsági helyzetét és fejlődését jelentősebben előmozdítják, mint károsítják.
Szakszerű faápolás: Szakszerű faápoló intézkedéseknek az alábbiaknak kellene eleget tenniük:
- a fa további fejlődésének előmozdítása
- fa betegségeinek kezelése
- negatív, nem megakadályozható hatások (pl. építkezéseknél) csökkentése
- károk vagy hibák következményeinek csökkentése
- a fa fejlődési fázisának megfelelő kivitelezés
- megfelelő, elismert módszerekkel történő munkavégzés
- a faápolás terület új ismereteinek figyelembe vételével történő munkavégzés

Nem szakszerű faápolás: A szakszerűtlen faápolási intézkedések közé tartoznak azok, melyek a fának többet ártanak, mint használnak, és a növekedését vagy a várható élettartamát negatívan befolyásolják. Ide tartoznak az alábbiak:
- fák lefejezése
- intézkedések, melyeket nem a mindenkori fejlődési fázisnak megfelelően hajtanak végre
  - koronabiztosító vágás egy törésveszélyes idős fán (adott esetben szakszerű)
  - kifejlett fán szükség nélküli erőteljes visszavágás (lefejezés)
- metszések, vágások helytelen módon való végzése
- bizonyos ágátmérő-tartományban (D > 10 cm) nem szükséges vágások végzése
- vágás és visszavágás során a törzs jelentős megsértése

### Koronametszések
A városi, parkban található és egyéb fákon, melyek nem a fahozamukért lettek ültetve, a faápoló intézkedések közül túlnyomórészt a koronametszéseket végzik.
A fán végrehajtott metszések lehetnek építő jellegűek (fa fiatal korában végzett alakító metszés, koronaápoló metszés), mely által a fát abban támogatják, hogy egy stabil és egészséges koronát tudjon magának kialakítani, vagy a veszélyt megelőzve, vagy közlekedésbiztonsági okokból biztonsági metszéseket kell végrehajtani (ritkító metszés, kurtító metszés, korona részleges kurtítása, koronabiztosítás).
Koronabiztosító metszések (ide tartozik a lefejezés is, amikor koronarészek, vagy a teljes korona nagyobb ágait [D > 5–10 cm] vágják vissza), mint nagyon intenzív beavatkozások arra szolgálnak, hogy a közlekedésbiztonságot helyre állítsák, ha a fa (pl. műemlékvédelem miatt) nem vágható ki teljesen.

## Faápolás módszerei
A hatékony faápolás optimális esetben nem csak egyetlen intenzív beavatkozásból, hanem a fa állandó ápolásából és korrigálásából áll, mely az egymást követő több kisebb beavatkozások sorát jelenti.
A modern faápoló a tudományos ismeretekre alapozva a mindenkoron megfelelő intézkedéseket próbálja végrehajtani.

### Metszés módszerei
Metszésnél a kambium többé-kevésbé megsérül, melynek nagyon fontos szerepe van a vágási felületek lezárásában, így a kórokozók elleni védekezésben is. Fontos, hogy a különböző metszéseket a megfelelő metszési szabályok szerint végezzék. Ideális esetben a kambium a lehető legkisebb mértékben sérül, és a metszés a fa holt részét, a gesztet egyáltalán nem éri, ahol a fa védekező mechanizmusa már nem működik. A megfelelő metszlap kialakítása elősegíti a CODIT folyamat (CODIT – Compartmentalization Of Decay in Trees) tökéletes végbemenését. A CODIT a fa élő részének a védekező reakciója, mely által a sérült részeket az egészséges farészektől elkülöníti; az így kialakított védelmi rendszer (mely gátzónából és védőzónából áll) ideális esetben hatásos védelmet nyújt a kártevőkkel szemben a fa még ép részére vonatkozóan. A fa igyekszik a sérült részt az összes lehetséges irányba elkülöníteni. (Itt meg kell jegyezni, hogy a CODIT és a sebelzáródás nem ugyanaz a folyamat.)
A mechanikai sérülések elkerülése végett szükség van körültekintő és előre megtervezett munkalépésekre. A sérülések elkerülése prioritást élvez a vágási sérülések kezelésével szemben. A faápoló beavatkozások szakszerű végrehajtásához hozzá tartozik a szerszámok, munkagépek helyes használata is.
Vágás: Az alkalmazott olló élessége és fajtája mérvadó a megfelelő metszés végrehajtásánál.
Fűrészelés: A durva vágási felületeket utána kell metszeni/vágni.
Kórokozók átterjedése elleni védelem: A kórokozók átterjedésének megelőzésére a szerszámokat fertőtleníteni kell (víz-alkohol oldattal, adott esetben speciális szerrel).
A szerszámok és munkagépek minősége mellett a metszések kivitelezése valójában a kritikus pont. Ha a metszés helye túl távol esik a hordozó ágtól vagy törzstől, akkor egy csonk keletkezik, mely elhalása után további behatolási sebet kínál fel a fabontó gombáknak. Ilyenkor a csonk túl messze esik a fa nedvkeringésétől, hogy átlapolódással a kórokozók ellen le tudjon záródni.
Ha a metszés helye túl közel esik a törzshöz, vagy a hordozó ághoz, akkor egy szükségtelenül nagy seb keletkezik, mely hosszabb gyógyulási időt eredményez. Bizonyos feltételek mellett csonkok szándékos levágására is sor kerül. Az ágak ledobásánál figyelni kell a kéreg megsértésének, és a behegedő sebek további terhelésének elkerülésére.

### Sebelzáródás
A kereskedelmi forgalomban kapható sebkezelő szerek használata vitatott a sebek elzáródására vonatkozó vizsgálatok alapján. Egyrészről a fa önállóan képez új védelmi sejteket, másfelől a felületre felvitt sebkezelő szer megakadályozza a fa kiszáradását (ez az esetlegesen bejutott gomba spóráknak igen kedvező körülményt teremt).
További lehetőség a friss sebeket élő kéreggel elzárni. Friss sebek esetén gyakran elegendő a kérget rögzíteni (kötözéssel, vagy kicsiny acélszeg segítségével). Ezt a szeget a fa viszonylag problémamentesen át tudja lapolni, és a sebet lezárni. Az így bezárt idegen test a fa számára többé már nem jelent egészségügyi kockázatot. Ezzel szemben az elfelejtett, és el nem bomlott madzagok a növekedés folyamán akár még nagyobb károkat is okozhatnak. Kedvezőbb esetben ezeket a szegeket a kéreg ránövése után óvatosan eltávolítják, hogy a következő faápolási beavatkozásoknál a szerszámok/munkagépek sérülését elkerüljék. Korábbi sebek szakszerű kezelése sokkal nagyobb energiaráfordítással végezhető, azonban Heiner Schmid („gyümölcsfasebek …”) itt is sikerekről beszél.
A fa sebelzáródása májustól augusztusig a leggyorsabb, ezért a metszési munkálatoknak erre az időszakra helyezése az értelmes. Egyes fafajtáknál a sebgyógyulás (pl. aranyeső és nyírfa) elviekben minden nagyobb metszésnél rosszul megy végbe, ezért ezeknél a fajtáknál a korai formaalakítás (csak kis vágási sebek) vagy a metszések teljes körű mellőzése ajánlott.

### Helyszíni védelem
A helyszíni mechanikai sérülésektől való védelem
- Ütés, karcolás: Egyike a leggyakoribb károkozásnak, amit autóknál és építkezéseknél lehet látni. Itt nem az összeütközés a számottevő eset, hanem a kéreg gondatlan lehántása. Ezt utcai forgalomnál gyakran csak építkezési intézkedések tudják előidézni. Ugyanez vonatkozik az építési munkálatokra is, itt a fatörzs bedeszkázással történő védelme lehetséges.
- Ráhajtási/áthajtási kár: Közlekedés területével kapcsolatos probléma; a gyökérzet károsodása a gyökérzet feletti területre/en történő ráhajtás/áthajtás során. A gyökérzet védendő területe az a felszíni terület, melyet a legkülső ág még leárnyékol. A ráhajtás következménye, hogy a szükséges mennyiségű víz és levegő nem tud a gyökérzethez eljutni. A tömörített talaj áthatolhatóságának helyreállítására már léteznek módszerek (pl. sűrített levegő talajba történő juttatása egyfajta „lándzsán” keresztül). Itt is a megelőzés az elsődleges szempont (pl. a teljes gyökérkorong közlekedési tehermentesítése).

## Paraziták és betegségek okozta károk kezelése
A paraziták gyakran a már fentebb említett kéregsérüléseken, vagy a fa egyéb hatás okozta sérülésein keresztül (klíma, mérgező anyagok, stb.) tudnak a fába behatolni.
A már behatolt gombákat a fa a különböző védelmi zónáinak kialakításával próbálja a terjedésükben meggátolni. Itt a kambium szövetek osztódása mellett már jelentős a másodlagos osztódó szövetek (nyalábközi kambium, sebkambium) szerepe is. A fatörzs üregei nagyrészt a fabontó gombák elterjedése során alakulnak ki, de az üreges fatörzs még sok ideig stabil maradhat. A fa a törzs vízszintes keresztmetszetének a 70%-os hiánya esetén is még törésbiztos (ha a megmaradt rész összefüggő gyűrűt alkot). Ha ennél nagyobb anyagveszteség éri a törzset, akkor a korona erőteljes visszavágását kell végrehajtani. Ezáltal a fára gyakorolt szélnyomás hatása is csökken. Előzőleg azonban szükség van a fa pontos helyzetét, állapotát meghatározó szakértői véleményre.
Ha az üreges fatörzset („üreges cső”) további károsodás éri, akkor a törzs terhelhetősége tovább csökken.
A fa belsejében található vájó/fúró rovarok ellen aligha lehet védekezni. A nyílt fákat megtámadó rovarokat sebkezelés során gátolják meg a továbbterjedésükben. Az egészséges fákat is megcélzó rovarok okozta terhelést csalétek alkalmazásával lehet csökkenteni.
A további kezelés megfelel a mechanikai sérülések esetében alkalmazott eljárásoknak.

## Faápolás, mint szakma
Német nyelvterületen már előttünk járnak a faápolás képzése terén.
A faápolás területe szakmai specializációja a mezőgazdasági (FAW – Németország), illetve az agrártechnikusi, vagy az erdészeti (Ausztria, Svájc) szakterületeknek.
Létezik az European Tree Worker (ETW) és az European Tree Technican (ETT) képzés is, mely végzettségek Európában elfogadottak.
Németországban időközben tanúsító szervezetek alakultak (EAC, ISA, Fachagrarwirt Baumpflege und Baumsanierung), melyeknek a minőségi színvonalat garantálniuk kell.
Ezen kívül Arborisztika szakot (BSc) Göttingenben (Németország) lehet tanulni az Alkalmazott Tudományok és Művészeti Főiskolán (HAWK - Hochschule für Angewandte Wissenschaft und Kunst). A 3 éves nappali képzés tananyaga kifejezetten az urbanizált környezet fáira koncentrálódik (faápolás alapjai, fabiológiai ismeretek, fabetegségek) és számos „zöld területen” végzett munkához ad szakmai alapot (szakértés, faellenőrzés, faápolás, faiskola, fakataszter létrehozása, faérték-meghatározás, faültetés, favédelmi tervek és intézkedések létrehozása, fa biztonságának megállapítása, fakivágás tervezése, stb.).
Svájcban 1991 óta létezik a faápolói továbbképzés.
34 napos az elméleti képzés, a gyakorlati képzés időtartama pedig az előképzettség függvénye. Mezőgazdasági, erdészeti, vagy kertészeti (tájépítész is) végzettség esetén 2 éves gyakorlat elvégzése, más végzettség esetén 4 éves gyakorlat elvégzése szükséges egy faápoló cégnél. A gyakorlati idő letelte után szakmai bizottság előtt minden tárgyból vizsgázni kell (szóbeli, írásbeli és gyakorlati), és a gyakorlati vizsgafeladatokat a svájci szabvány szerint kell elvégezni. (A vizsga rendszerint 4 napos.)
Jelenleg a faápolás területén szakmai színvonal tekintetében ez a képzés az egyik legjobb Európában.

## Fordítás
- ↑ deWiki Baumpflege:  Ez a szócikk részben vagy egészben  a   Baumpflege című német Wikipédia-szócikk ezen változatának fordításán alapul.  Az eredeti cikk szerkesztőit annak laptörténete sorolja fel. Ez a jelzés csupán a megfogalmazás eredetét és a szerzői jogokat jelzi, nem szolgál a cikkben szereplő információk forrásmegjelöléseként.